# Smash TV
Smash TV är ett datorspel där spelaren vandrar igenom en labyrint, slåss mot datorstyrda karaktärer med olika sorters vapen och samlar på pengar, priser och brödrostar. Spelet utspelar sig 1999.
Man kan spela en eller två spelare och spelet kan hittas som nedladdbart spel till Windows och Xbox 360 och kan ännu hittas i gamla arkadspel.

### Fotnoter
1. ↑  ”Smash TV” (på svenska). Club Nintendo (Kungsbacka) (1 1993):  sid. 6. januari 1993. Läst 23 april 2014.